# Sőtér János
Sőtér János (Budapest, 1946. december 27. –) világbajnoki bronzérmes magyar tájfutó, hegymászó, közlekedésmérnök. 1971-ben az év tájfutójának választották Magyarországon.

## Pályafutása
1962 és 1967 között a Bp. Petőfi, 1970 és 1979 között a BSE, 1980-tól a Bp. Postás versenyzője volt. 1966 és 1980 között válogatott kerettag volt. Három világbajnokságon vett részt. Az 1972-es csehszlovákiai Staré Splavyban rendezett versenyen váltóban bronzérmes lett. 1971-ben az az év magyar tájfutójának választották.
Hegymászóként 1967-ben részt vett a Pamír-expedícióban.

## Sikerei, díjai

### Egyéni
- Magyar bajnokság
  - bajnok: 1971 (nappali, éjszakai)
  - 2.: 1972 (nappali, éjszakai)
  - 3.: 1973 (éjszakai)
- Világbajnokság
  - 32.: 1972, Staré Spavy
  - 38.: 1970, Friedrichroda
  - 40.: 1974, Viborg
- Az év tájfutója: 1971

### Csapatban
- Világbajnokság
  - 3.: 1972, Staré Splavy (váltó, 5:09:29)
  - 6.: 1974, Viborg (váltó, 5:32:18)
  - 7.: 1970, Friedrichroda (váltó)